# Golden Gate Bridge
Golden Gate (anglicky Golden Gate Bridge) je americký visutý most ve státě Kalifornie, kterým byla překonána úžina Golden Gate, jíž se Sanfranciský záliv vlévá do Tichého oceánu. Spojuje město San Francisco ležící na severním cípu stejnojmenného poloostrova s městem Sausalito ležícím na jižním cípu poloostrova Marin County. Stavba, kterou financovala organizace Work Projects Administration, začala v roce 1933 a trvala čtyři roky, přičemž skončila v roce 1937.
Až do roku 1964 byl nejdelším visutým mostem na světě a v 21. století je nejznámější památkou San Francisca. Je také snadno rozpoznatelný díky své výrazně oranžové barvě a designu svých dvou pilířů. Podle žebříčku Americké společnosti stavebních inženýrů je tato stavba jedním ze sedmi divů moderního světa.

## Historie

### Přívoz
Před výstavbou mostu byla jedinou praktickou krátkou možností spojení mezi San Franciscem a dnešním okresem Marin loď. Přívoz začal fungovat již v roce 1820 a ve 40. letech 19. století byla zahájena pravidelná doprava za účelem přepravy pitné vody do San Francisca. Společnost Sausalito Land and Ferry Company, zahájená v roce 1867, se nakonec stala Golden Gate Ferry Company, dceřinou společností Southern Pacific Railroad, která byla koncem 20. let 20. století největším provozovatelem trajektů na světě. Automobilové trajekty společnosti Southern Pacific, kdysi určené pouze pro cestující a zákazníky železnice, se staly velmi ziskovými a důležitými pro regionální ekonomiku. Přejezd trajektem mezi molem na Hyde Street v San Franciscu a přístavištěm Sausalito Ferry Terminal v okrese Marin trval přibližně 20 minut a stál 1,00 USD za vozidlo, cena ovšem byla později snížena, aby mohla konkurovat novému mostu. Cesta z přístaviště San Francisco Ferry Building trvala 27 minut.
Řada občanů si přála výstavbu mostu, který by spojil San Francisco s okresem Marin. San Francisco bylo totiž největším americkým městem, které bylo ještě stále obsluhováno převážně trajekty. Protože nemělo trvalé spojení s obcemi v okolí zálivu, byla míra růstu města pod celostátním průměrem. Mnozí odborníci ale tvrdili, že most nelze postavit přes průliv dlouhý 2 000 metrů (6 700 stop), který se vyznačuje silnými, vířivými přílivovými a odlivovými proudy, s hloubkou vody ve středu průlivu 113 m (372 stop) a častými silnými větry. Podle nich by silné větry a husté mlhy znemožňovaly jak výstavbu, tak i samotný provoz.

### Koncepce

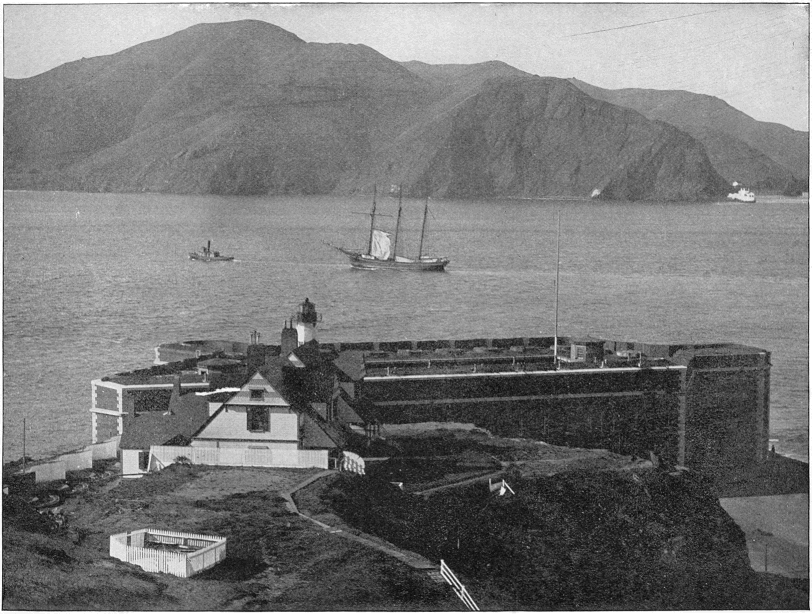
Golden Gate s Fort Point v popředí, cca 1891

Ačkoli myšlenka mostu přes Golden Gate nebyla nová, návrh, který se nakonec prosadil, předložil v roce 1916 v článku pro San Francisco Bulletin bývalý student inženýrství James Wilkins. Sanfranciský městský inženýr odhadl náklady na 100 milionů dolarů (což dnes odpovídá 2,4 miliardy dolarů) a na tehdejší dobu to bylo nepraktické. Zeptal se proto mostních inženýrů, zda by se dal postavit za nižší cenu. Jeden z těch, kteří odpověděli, Joseph Baermann Strauss, byl ambiciózní inženýr a básník, který ve své diplomové práci navrhl 89 km (55 mil) dlouhý železniční most přes Beringovu úžinu. V té době měl Strauss za sebou asi 400 padacích mostů - většina z nich byla vnitrozemská - a nic nebylo takového rozsahu jako nový projekt. Straussovy původní nákresy počítaly s mohutnou konzolou na každé straně průlivu, spojenou středovým zavěšeným segmentem, který Strauss sliboval postavit za 17 milionů dolarů (což odpovídá 404 milionům dolarů v roce 2021).
Místní úřady souhlasily s pokračováním pouze pod podmínkou, že Strauss změní návrh a přijme připomínky několika konzultantů projektu. Návrh zavěšeného mostu byl považován za nejpraktičtější díky nedávným pokrokům v metalurgii.
Strauss strávil více než deset let získáváním podpory v severní Kalifornii. Most se setkal s odporem, včetně soudních sporů, z mnoha zdrojů. Ministerstvo války se obávalo, že most bude narušovat lodní dopravu. Americké námořnictvo se obávalo, že srážka lodí nebo sabotáž mostu by mohly zablokovat vjezd do jednoho z hlavních přístavů. Odbory požadovaly záruky, že místní dělníci budou při stavbě zvýhodněni. Společnost Southern Pacific Railroad, jeden z nejmocnějších obchodních zájmů v Kalifornii, se postavila proti mostu jako konkurenci pro svou flotilu trajektů a podala proti projektu žalobu, což vedlo k masovému bojkotu trajektové dopravy.
V květnu 1924 vedl plukovník Herbert Deakyne jménem ministra války druhé slyšení o mostu v žádosti o využití federální půdy pro stavbu. Deakyne jménem ministra války schválil převod pozemků potřebných pro mostní konstrukci a přívodní cesty na Bridging the Golden Gate Association a na okres San Francisco i Marin County, dokud Strauss nepředloží další plány na stavbu mostu. Dalším spojencem byl začínající automobilový průmysl, který podporoval rozvoj silnic a mostů, aby se zvýšila poptávka po automobilech.
Název mostu byl poprvé použit v době, kdy o projektu v roce 1917 poprvé jednali M. M. O'Shaughnessy, městský inženýr San Francisca, a Strauss. Název se stal oficiálním po přijetí zákona Golden Gate Bridge and Highway District Act státním zákonodárným sborem v roce 1923, kterým byl vytvořen zvláštní obvod pro projektování, výstavbu a financování mostu. Ke Golden Gate Bridge District se připojilo San Francisco a většina okresů na severním pobřeží Kalifornie, výjimkou byl pouze okres Humboldt, jehož obyvatelé se výstavbě mostu a dopravě, kterou by vyvolal, bránili.

### Design

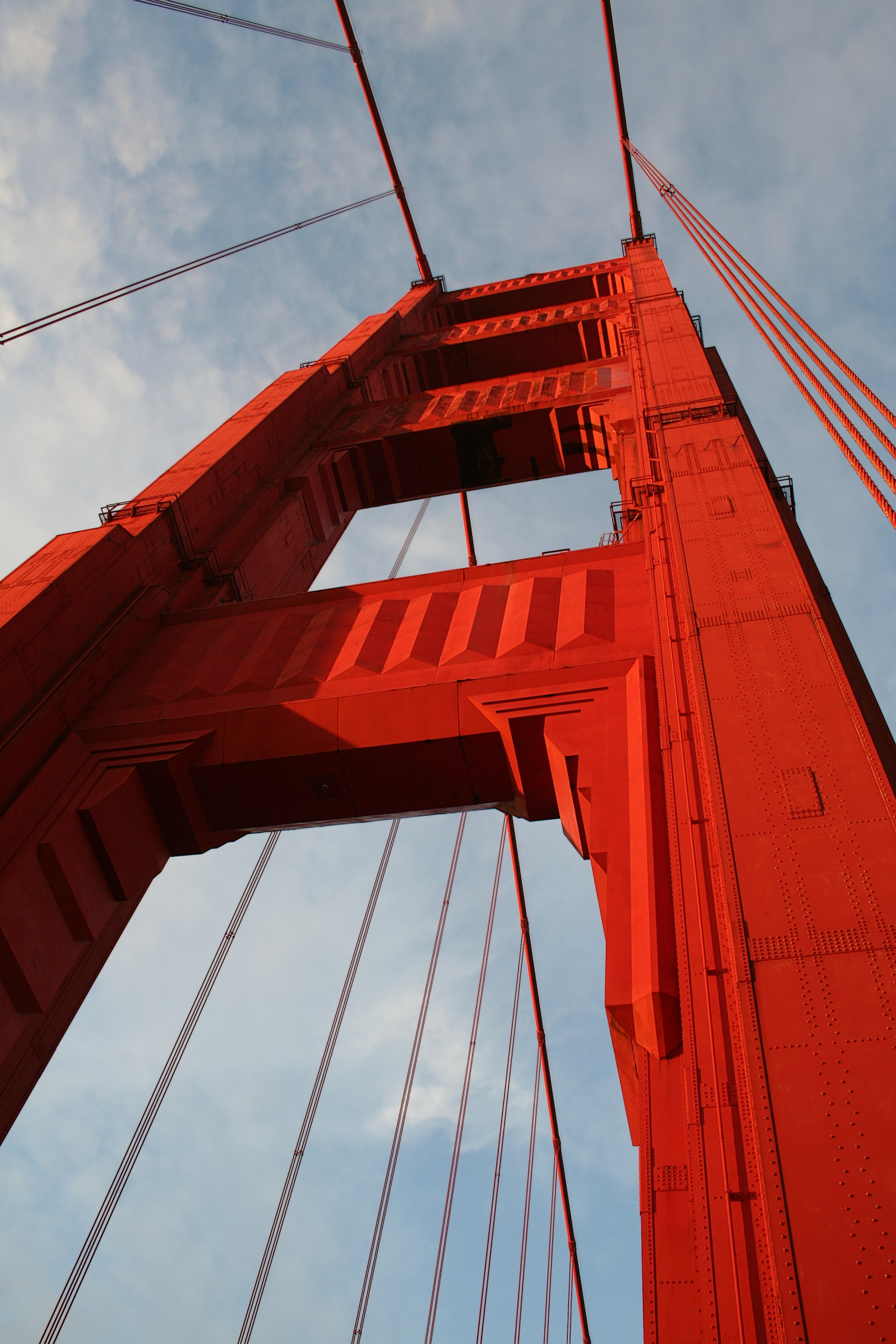
Jižní věž při pohledu z chodníku, s prvky Art deco

Strauss byl hlavním inženýrem, který měl na starosti celkový návrh a výstavbu mostu. Protože však měl jen malé znalosti a zkušenosti s konstrukcí lanových závěsů, odpovědnost za většinu inženýrských a architektonických prací připadla jiným odborníkům. Straussův původní návrh konstrukce (dvě dvojitá konzolová pole spojená středním závěsným segmentem) byl z vizuálního hlediska nepřijatelný. Konečný elegantní návrh zavěšení vymyslel a prosadil Leon Moisseiff, inženýr Manhattanského mostu v New Yorku.
Irving Morrow, poměrně neznámý bytový architekt, navrhl celkový tvar mostních věží, schéma osvětlení a prvky ve stylu art deco, jako je výzdoba věží, pouliční osvětlení, zábradlí a chodníky. Typická oranžová barva „International Orange“ byla Morrowovým osobním výběrem, který zvítězil nad jinými možnostmi, včetně návrhu amerického námořnictva, aby byl most natřen černými a žlutými pruhy, které by zajistily viditelnost proplouvajícím lodím.
Hlavním inženýrem projektu byl vedoucí inženýr Charles Alton Ellis, který s Moisseiffem spolupracoval na dálku. Moisseiff vypracoval základní konstrukční návrh a představil svou „teorii průhybu“, podle níž se tenká, pružná vozovka ohýbala ve větru, což výrazně snižovalo napětí tím, že přenášelo síly prostřednictvím závěsných lan na mostní věže. Ačkoli se návrh mostu Golden Gate Bridge osvědčil, pozdější Moisseiffův návrh, původní most Tacoma Narrows, se brzy po dokončení zřítil v silné větrné bouři kvůli nečekanému aeroelastickému třepotání. Ellis byl také pověřen návrhem „mostu v mostě“ v jižní opěře, aby nebylo nutné zbourat Fort Point, zděné opevnění z doby před občanskou válkou, které bylo již tehdy považováno za hodné památkové ochrany. Navrhl elegantní ocelový oblouk, který překlenul pevnost a vedl vozovku k jižnímu kotvení mostu.
Charles Alton Ellis byl řecký učenec a matematik, který byl svého času profesorem inženýrství na Illinoiské univerzitě, přestože neměl žádný inženýrský titul. Nakonec získal titul stavebního inženýra na Illinoiské univerzitě ještě před návrhem mostu Golden Gate a posledních dvanáct let své kariéry strávil jako profesor na Purdueově univerzitě. Stal se odborníkem na navrhování konstrukcí a napsal standardní učebnici té doby. Ellis odvedl velkou část technické a teoretické práce, díky níž byl most postaven, ale za svého života se mu nedostalo žádného uznání. V listopadu 1931 Strauss Ellise propustil a nahradil ho svým bývalým podřízeným Cliffordem Painem, údajně proto, že zbytečně utrácel příliš mnoho peněz za posílání telegramů do Moisseiffu a zpět. Ellis, posedlý projektem a neschopný najít v době krize jinou práci, pokračoval v neplacené práci 70 hodin týdně a nakonec odevzdal deset svazků ručních výpočtů.
S ohledem na sebepropagaci a potomstvo Strauss bagatelizoval příspěvky svých spolupracovníků, kteří, přestože se jim dostalo jen malého uznání nebo odměny, jsou z velké části zodpovědní za konečnou podobu mostu. Podařilo se mu dosáhnout toho, že jako osobě nejvíce odpovědné za návrh a vizi mostu byl zpočátku uznáván pouze on sám. Teprve mnohem později byl náležitě oceněn také přínos ostatních členů projekčního týmu. V květnu 2007 vydal Golden Gate Bridge District oficiální zprávu o 70 letech správy slavného mostu a rozhodl se přiznat Ellisovi hlavní zásluhy za návrh mostu.

### Financování
Golden Gate Bridge and Highway District byl založen v roce 1928 na základě zákona kalifornského zákonodárného sboru jako oficiální subjekt pro projektování, výstavbu a financování mostu Golden Gate. Po krachu na Wall Street v roce 1929 však okres nebyl schopen získat prostředky na stavbu, a proto lobboval za vydání dluhopisů v hodnotě 30 milionů dolarů (což odpovídá 452 milionům dolarů v roce 2021). Dluhopisy byly schváleny v listopadu 1930 hlasy v okresech, kterých se stavba mostu týkala. Rozpočet stavby v době schválení činil 27 milionů dolarů (418 milionů dolarů v roce 2021). Okres však nebyl schopen dluhopisy prodat až do roku 1932, kdy Amadeo Giannini, zakladatel sanfranciské Bank of America, souhlasil jménem své banky s odkoupením celé emise, aby pomohl místní ekonomice.

### Výstavba

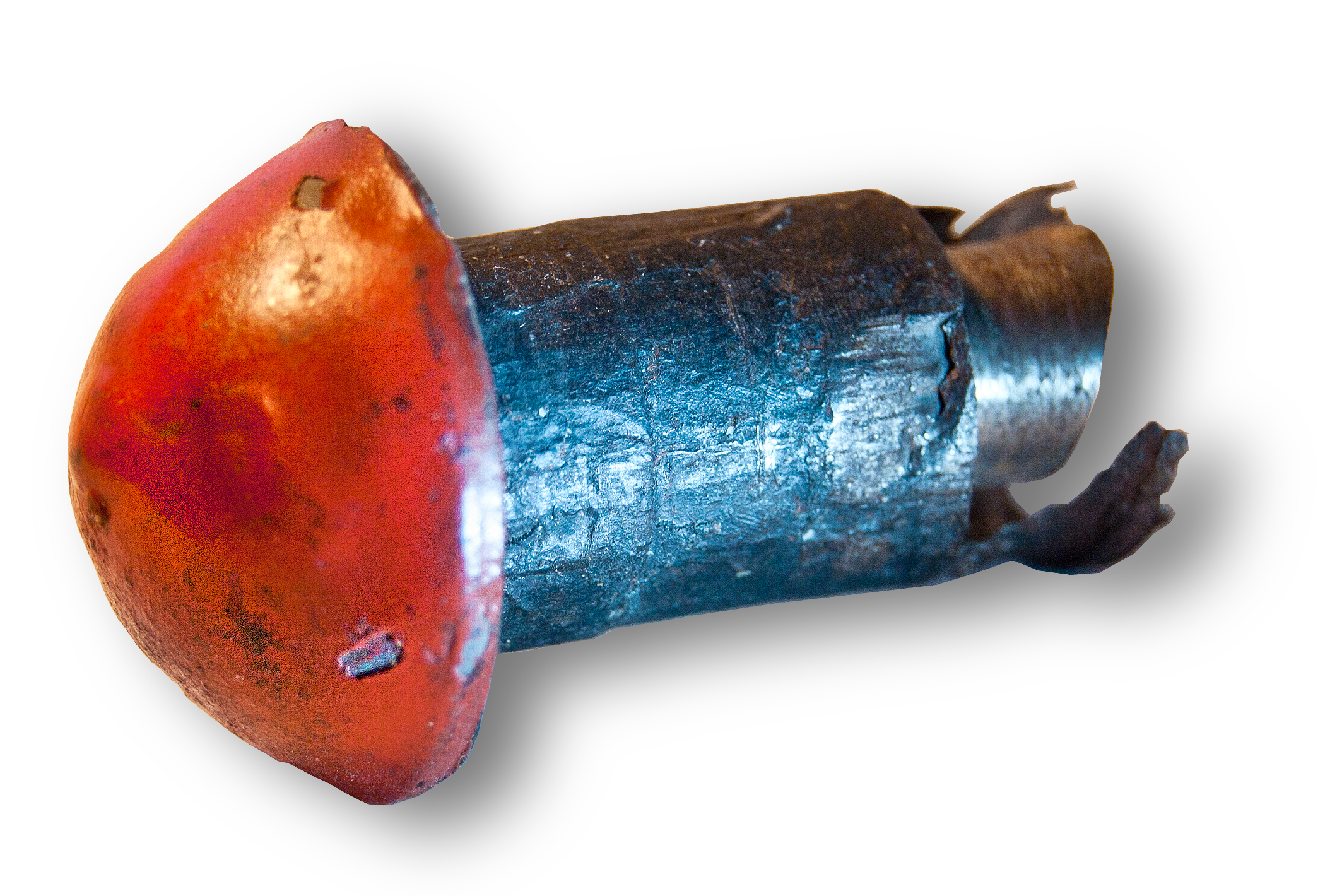
Původní nýt vyměněný během modernizace po zemětřesení u Loma Prieta roku 1989. Celkem 1,2 milionu ocelových nýtů drží obě věže mostu pohromadě

Stavba byla zahájena 5. ledna 1933. Projekt stál více než 35 milionů dolarů (523 milionů dolarů v dolarech v roce 2019) a byl dokončen před termínem a o 1,3 milionu dolarů pod rozpočtem (což odpovídá dnešním 24,5 milionu dolarů). Stavbu mostu Golden Gate Bridge prováděla společnost McClintic-Marshall Construction Co, dceřiná společnost společnosti Bethlehem Steel Corporation, kterou založili Howard H. McClintic a Charles D. Marshall, oba z Lehigh University.
Strauss zůstal vedoucím projektu, dohlížel na každodenní stavbu a přispěl několika průkopnickými díly. Jako absolvent Cincinnatské univerzity umístil do jižního kotvení před betonáží cihlu ze zbourané McMicken Hall své alma mater. Inovoval použití pohyblivých bezpečnostních sítí pod staveništěm, které zachránily životy mnoha jinak nechráněných dělníků. Z jedenácti mužů, kteří zahynuli při pádu během stavby, jich deset zahynulo 17. února 1937, kdy byl most těsně před dokončením a síť selhala pod náporem spadlého lešení. Plošina, která byla připevněna k pojízdnému závěsu na kolejích, se zřítila, když šrouby, které byly s kolejemi spojeny, byly příliš malé a váha příliš velká. Plošina spadla do ochranné sítě, ale byla příliš těžká a síť povolila. Dva z dvanácti dělníků pád do ledové vody z výšky 61 m (200 stop) přežili, včetně 37letého předáka Slima Lamberta. Devatenáct dalších, které síť v průběhu stavby zachránila, se stalo členy tzv. „Klubu na půli cesty do pekla“ (anglicky Half Way to Hell Club). Stavba byla dokončena a otevřena 27. května 1937.
Jídelna Bridge Round House pak byla začleněna do jihovýchodního konce mostu Golden Gate Bridge, v sousedství turistického náměstí, které bylo v roce 2012 zrekonstruováno. Bridge Round House, projekt ve stylu art deco od Alfreda Finnila dokončený v roce 1938, byl po celá léta oblíbený jako výchozí bod pro různé komerční prohlídky mostu a neoficiální prodejna suvenýrů. V roce 2012 byla restaurace renovována a obchod se suvenýry byl poté odstraněn, protože na přilehlém náměstí byl zřízen nový, oficiální obchod se suvenýry.
Během prací na mostě dohlížel asistent kalifornského stavebního inženýra Alfred Finnila na veškeré železářské práce na mostě a také na polovinu prací na silnici. Smrtí Jacka Balestreriho v dubnu 2012 zemřeli všichni pracovníci, kteří se podíleli na původní stavbě.

### Dodatečná montáž torzních výztuh
Dne 1. prosince 1951 odhalila větrná bouře nestabilitu mostu při kymácení a valení, což vedlo k jeho uzavření. V letech 1953 a 1954 byl most dodatečně vybaven příčnými a diagonálními výztuhami, které spojovaly spodní pasy obou bočních příhradových nosníků. Tato výztuha ztužila mostovku v krutu, takže lépe odolávala kroucení, které v roce 1940 zničilo most Tacoma Narrows Bridge.

### Výměna mostovky (1982-1986)
Původní most měl betonovou mostovku. Sůl, kterou přinášela mlha nebo mlžný opar, se dostávala k výztužným prutům, což způsobovalo korozi a oprýskávání betonu. V letech 1982–1986 byla původní mostovka v 747 úsecích systematicky nahrazována o 40 % lehčími a pevnějšími ocelovými ortotropními deskami, a to po dobu 401 nocí, aniž by byla vozovka zcela uzavřena pro dopravu. Vozovka byla také rozšířena o dva metry, což vedlo k šířce vnějšího obrubníkového pruhu 11 metrů namísto 10 metrů u vnitřních pruhů. Tato výměna mostovky byla největším technickým projektem mostu od jeho postavení a stála přes 68 milionů dolarů.

### Slavnostní otevření a 50. a 75. výročí založení mostu

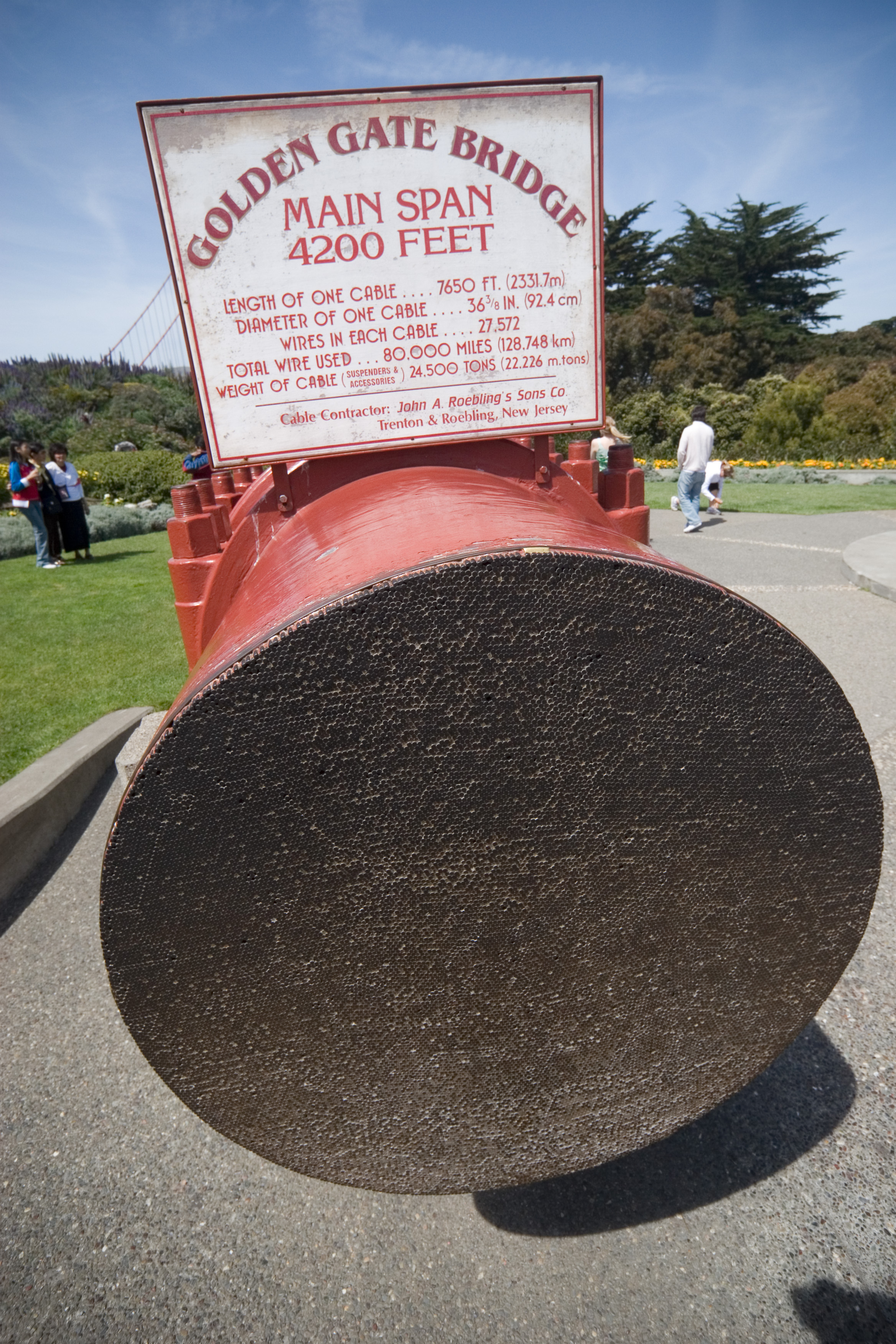
Na jižní straně mostu je vystaven 93cm průřez kabelu, který obsahuje na 27 572 drátů

Oslavy otevření mostu v roce 1937 začaly 27. května a trvaly jeden týden. Den předtím, než byl povolen provoz vozidel, přešlo 200 000 lidí pěšky nebo na kolečkových bruslích. V den otevření se starosta Angelo Rossi a další představitelé svezli trajektem do Marinu a poté přejeli most v koloně kolem tří slavnostních „zátarasů“. Na památku této události byla vybrána oficiální píseň There's a Silver Moon on the Golden Gate. Strauss napsal báseň, která je nyní umístěna na mostě Golden Gate, s názvem The Mighty Task is Done. Následujícího dne stiskl prezident Franklin D. Roosevelt ve Washingtonu tlačítko, které v poledne signalizovalo oficiální zahájení provozu vozidel přes most. Když se oslavy vymkly kontrole, došlo v horní části města Polk Gulch k malým výtržnostem. Následovaly týdny občanských a kulturních aktivit zvaných „Fiesta“. V roce 1955 byla na místo poblíž mostu přemístěna Straussova socha.
V rámci oslav padesátého výročí v roce 1987 okres Golden Gate opět uzavřel most pro automobilovou dopravu a 24. května povolil přechod chodcům. Tato nedělní dopolední oslava přilákala 750 000 až 1 000 000 lidí a neúčinná kontrola davu způsobila, že most byl přetížen o zhruba 300 000 lidí, což způsobilo, že se střední rozpětí mostu pod tíhou narovnalo. Přestože je most navržen tak, aby se při velkém zatížení takto prohnul, a podle odhadů nepřekročil 40 % únosnosti závěsných lan, představitelé mostu uvedli, že se v rámci oslav 75. výročí v neděli 27. května 2012 neuvažovalo o nekontrolovaném vstupu chodců, a to z důvodu dodatečných nákladů na vymáhání práva, které jsou nutné „od událostí z 11. září“.

## Technická specifika konstrukce
Až do roku 1964 byl Golden Gate Bridge s rozpětím 1 300 m (4 200 stop) nejdelším visutým mostem na světě. Od roku 1964 překonalo délku jeho hlavního rozpětí sedmnáct mostů; nyní má po Verrazano-Narrows Bridge v New Yorku druhé nejdelší hlavní rozpětí v Americe. Celková délka mostu Golden Gate Bridge od opěry k opěře je 2 737 m (8 981 stop). Světlá výška mostu Golden Gate Bridge nad hladinou vody je v průměru 67 m (220 stop), zatímco jeho věže ve výšce 227 m (746 stop) nad hladinou byly nejvyšším visutým mostem na světě až do roku 1993, kdy je překonal most Mezcala v Mexiku.
Váha vozovky je zavěšena na 250 párech svislých závěsných lan, která jsou připevněna ke dvěma hlavním lanům. Hlavní lana procházejí přes dvě hlavní věže a na obou koncích jsou upevněna v betonu. Každé lano je vyrobeno z 27 572 pramenů drátu. Celková délka pozinkovaného ocelového drátu použitého na výrobu obou hlavních lan se odhaduje na 130 000 km (80 000 mil) a každá ze dvou věží mostu má přibližně 600 000 nýtů. V 60. letech 20. století, kdy se plánoval systém Bay Area Rapid Transit (BART), měla inženýrská obec protichůdné názory na možnost vést po mostě vlakové koleje na sever do okresu Marin, v červnu 1961 konzultanti najatí společností BART dokončili studii, která určila, že zavěšená část mostu je schopna podporovat provoz na nové spodní mostovce. In June 1961, consultants hired by BART completed a study that determined the bridge's suspension section was capable of supporting service on a new lower deck. V červenci 1961 s jejich závěrem nesouhlasil jeden z konzultantů Clifford Paine, v lednu 1962 kvůli dalším protichůdným zprávám o proveditelnosti jmenovala správní rada mostu revizní inženýrskou komisi, která měla všechny zprávy analyzovat. Zpráva revizní komise, vydaná v dubnu 1962, dospěla k závěru, že provozování BART na mostě není vhodné.

## Vzhled
Estetika byla hlavním důvodem, proč byl první návrh Josefa Strausse odmítnut. Po opětovném předložení svého plánu na stavbu mostu doplnil detaily, jako je osvětlení, aby nastínil kabely a věže mostu. V roce 1999 se most umístil na pátém místě v žebříčku oblíbené americké architektury, který sestavil Americký institut architektů.
Barva mostu je oficiálně oranžová vermiliónová, nazývaná mezinárodní oranžová. Tuto barvu vybral poradenský architekt Irving Morrow, protože doplňuje přírodní prostředí a zlepšuje viditelnost mostu v mlze. Most byl původně natřen červeným olovnatým základním nátěrem a vrchním nátěrem na bázi olova, který byl podle potřeby retušován. V polovině šedesátých let 20. století byl zahájen program na zlepšení ochrany proti korozi odstraněním původního nátěru a novým natřením mostu zinkosilikátovým základním nátěrem a vinylovými vrchními nátěry. Od roku 1990 se místo něj z důvodu ochrany ovzduší používají akrylátové vrchní nátěry. Program byl dokončen v roce 1995 a nyní se o most stará 38 lakýrníků, kteří retušují nátěry v místech, kde dochází k jejich vážné korozi. Průběžná údržba nátěrů mostu probíhá nepřetržitě.

## Doprava

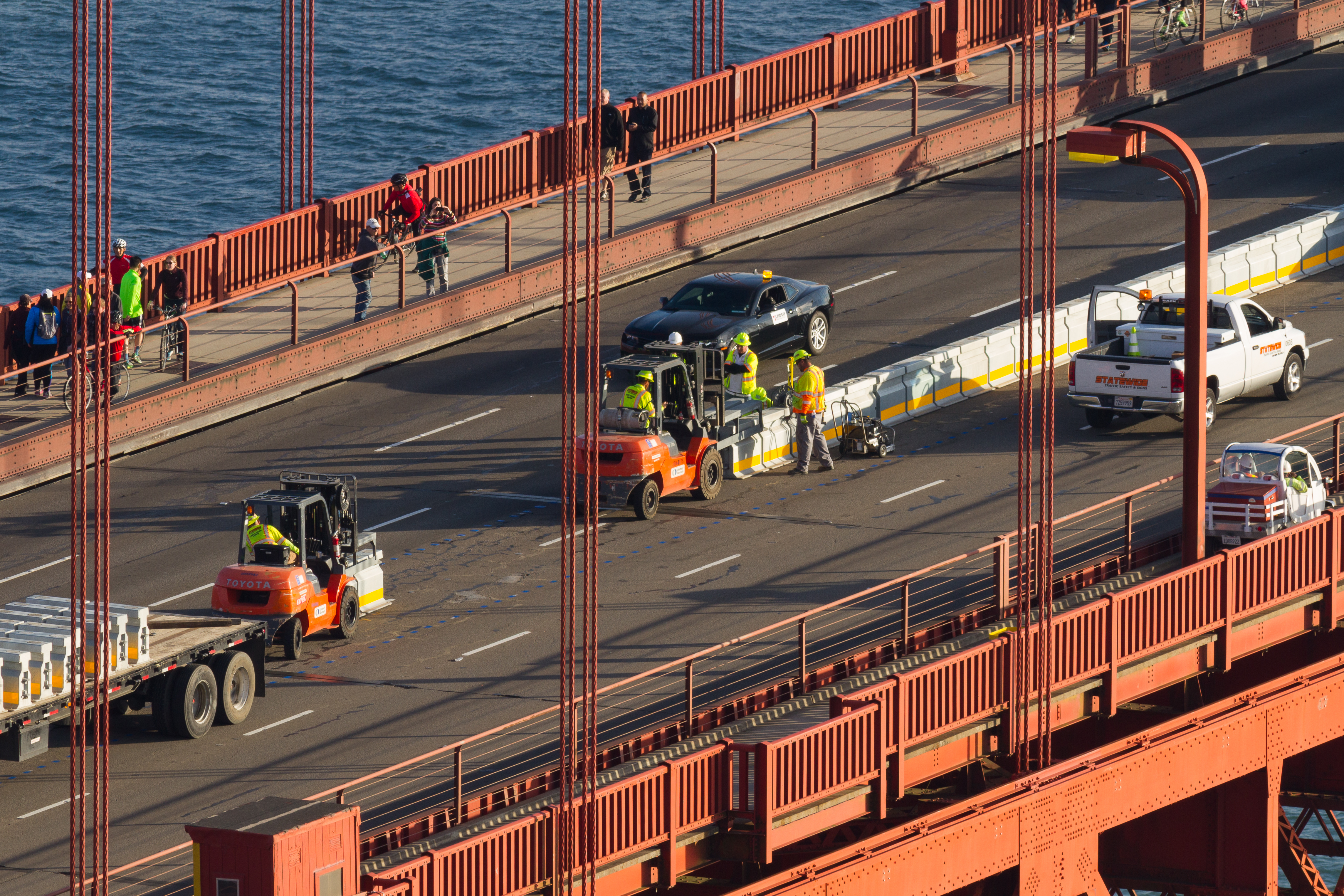
Instalace systému pohyblivých středových bariér v lednu 2015

Většina map a dopravních ukazatelů označuje most jako součást souběžné silnice mezi americkou silnicí 101 a kalifornskou státní silnicí 1. Ačkoli je most součástí národního dálničního systému, není oficiálně součástí kalifornského dálničního systému. Například podle kalifornského zákona o silnicích a dálnicích (California Streets and Highways Code) § 401 končí trasa 101 na „přístupu k mostu Golden Gate“ a poté pokračuje na „místě v okrese Marin naproti San Franciscu“. Místo kalifornského ministerstva dopravy (Caltrans) má nad úsekem dálnice, který vede přes most, pravomoc Golden Gate Bridge, Highway and Transportation District.
Pohyblivá středová bariéra mezi jízdními pruhy se několikrát denně přesouvá, aby se přizpůsobila dopravnímu režimu. Ve všední dny ráno proudí doprava do města převážně jižním směrem, takže čtyři ze šesti pruhů vedou jižním směrem. Naopak ve všední dny odpoledne jsou čtyři pruhy vedeny severním směrem. Mimo dopravní špičku a o víkendech je doprava rozdělena do tří pruhů v každém směru.
V letech 1968-2015 byla protijedoucí doprava oddělena malými plastovými pylony; během této doby došlo k 16 úmrtím v důsledku 128 čelních střetů. 1. října 1983 byla v zájmu zvýšení bezpečnosti snížena rychlost na mostě Golden Gate Bridge z 80 na 72 km/h (z 50 na 45 mph). Přestože se o instalaci pohyblivé bariéry diskutovalo již od 80. let 20. století, teprve v březnu 2005 se představenstvo mostu zavázalo najít finanční prostředky na dokončení studie v hodnotě 2 milionů dolarů, která byla nutná před instalací pohyblivé středové bariéry. 11. ledna 2015 byla instalace výsledné bariéry dokončena, a to po 45,5hodinové uzavírce pro provoz osobních vozidel, která byla nejdelší v historii mostu. Nákup a instalace nového systému bariér, včetně nákladních vozů se zipem, stála přibližně 30,3 milionu dolarů. Podle údajů Golden Gate Bridge Highway and Transportation District mostem denně projede přibližně 112 000 vozidel.

## Využití a cestovní ruch
Most je oblíbený mezi chodci a cyklisty a byl postaven s chodníky po obou stranách šesti jízdních pruhů pro vozidla. Původně byly od dopravních pruhů odděleny pouze kovovým obrubníkem, ale v roce 2003 bylo mezi chodníky a dopravní pruhy přidáno zábradlí, především jako opatření proti pádu cyklistů do vozovky. V roce 2021 byl most označen jako součást cyklotrasy U.S. 95.
Hlavní chodník se nachází na východní straně a je přístupný pro pěší i cyklisty v ranních až odpoledních hodinách ve všední dny (od 5:00 do 15:30), ve zbývající denní době (do 18:00, resp. 21:00 v době letního času) pouze pro pěší. Východní chodník je o víkendech vyhrazen pro pěší (od 5:00 do 18:00, resp. 21:00 během letního času) a večer a přes noc, kdy je pro pěší uzavřen, je přístupný výhradně cyklistům. Západní chodník je otevřen pouze pro cyklisty, a to pouze v hodinách, kdy na východní chodník nesmějí.
Autobusovou dopravu přes most zajišťují dvě veřejné dopravní společnosti: San Francisco Muni a Golden Gate Transit. Muni nabízí sobotní a nedělní dopravu na autobusové lince Marin Headlands Express a Golden Gate Transit provozuje řadu autobusových linek po celý týden. Na jižní konec mostu, poblíž mýtného a parkoviště, jezdí denně od 5:30 do půlnoci také linka Muni 28. Soukromá společnost Marin Airporter nabízí také dopravu přes most mezi okresem Marin a mezinárodním Mezinárodním letištěm v San Franciscu.
Na sanfranciské straně mostu, v sousedství jihovýchodního parkoviště, se nachází návštěvnické centrum a obchod se suvenýry, původně nazvaný „Bridge Pavilion“ (od té doby přejmenovaný na „Golden Gate Bridge Welcome Center“). Otevřeno bylo v roce 2012, v době oslav 75. výročí mostu. V jeho blízkosti se nachází kavárna, venkovní výstavy a toalety. Na marinské straně mostu, přístupné pouze ze severních jízdních pruhů, se nachází odpočívadlo H. Dana Bower a Vista Point, pojmenované po prvním krajinnářském architektovi kalifornské divize dálnic.
Pozemky a vody pod mostem a v jeho okolí jsou domovem různých druhů volně žijících živočichů, jako jsou rys červený, tuleň obecný či lachtan. Tři druhy kytovců (velryb), které se v oblasti po mnoho let nevyskytovaly, se v okolí mostu znovu usadily; vědci, kteří je studují, vybízejí k jejich přísnější ochraně a doporučují veřejnosti, aby je pozorovala z mostu nebo ze souše, případně využila služeb místních provozovatelů pozorování velryb.

## Mýtné

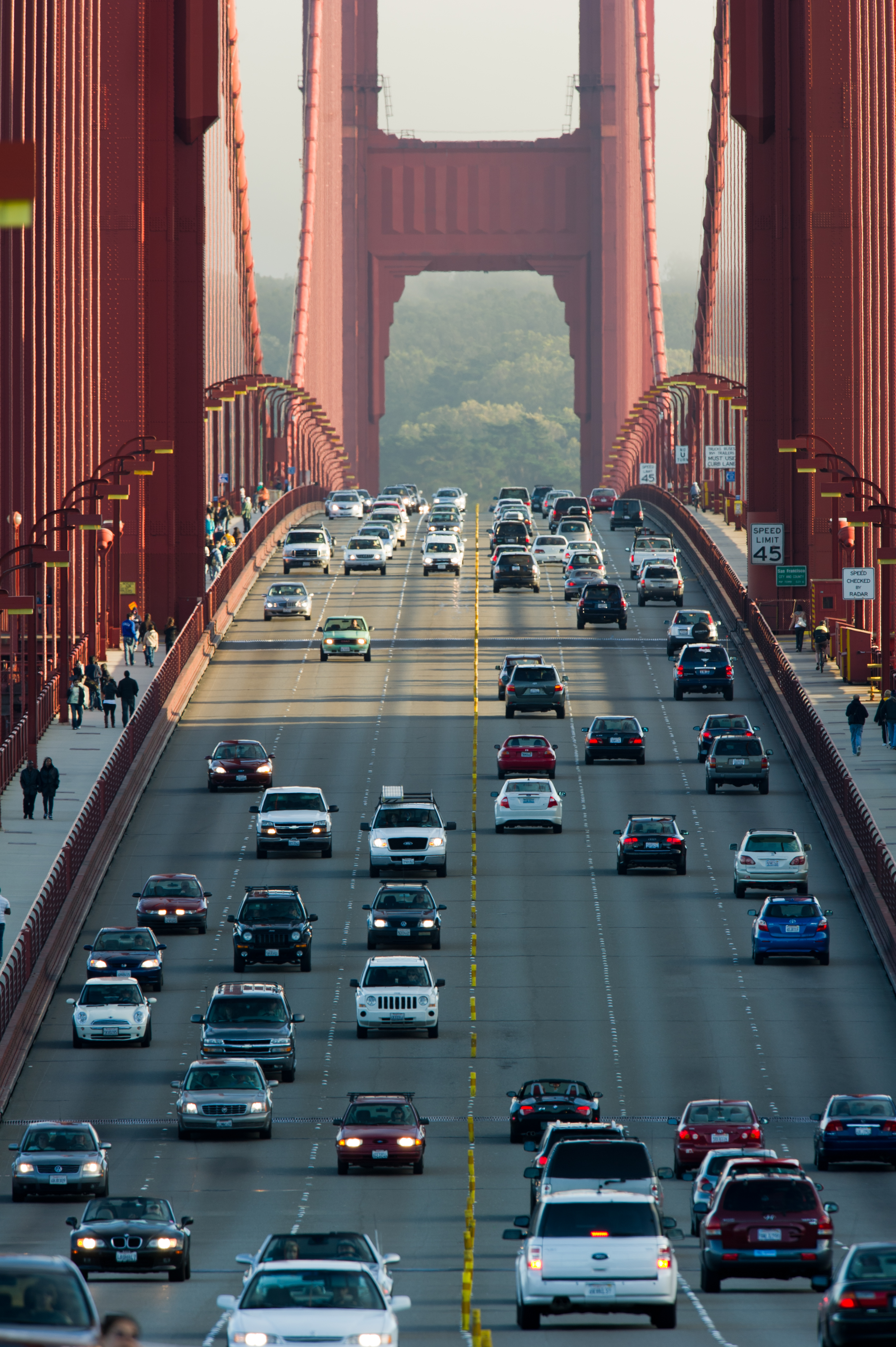
Pohled na jih

Když byl most Golden Gate Bridge v roce 1937 otevřen, platilo se mýtné 50 centů za auto (v roce 2020 to odpovídá 9 dolarům) v každém směru. V roce 1950 bylo sníženo na 40 centů v každém směru (4,3 dolaru v roce 2020), v roce 1955 pak na 25 centů (2,42 dolaru v roce 2020). V roce 1968 byl most přestavěn tak, aby se mýtné vybíralo pouze od dopravy směřující na jih, přičemž výše mýtného se vrátila na 50 centů (3,72 USD v roce 2020).
Poslední stavební dluhopisy byly splaceny v roce 1971, přičemž 35 milionů dolarů (ekvivalent 224 milionů dolarů v roce 2020) na jistině a téměř 39 milionů dolarů (249 milionů dolarů v roce 2020) na úrocích bylo získáno výhradně z mostních poplatků. Mýtné bylo nadále vybíráno a následně postupně zvyšováno; v roce 1991 bylo mýtné zvýšeno o jeden dolar na 3,00 dolaru (ekvivalent 5,7 dolaru v roce 2020).
V roce 2002 začal most přijímat mýtné prostřednictvím elektronického mýtného systému FasTrak, přičemž mýtné pro uživatele FasTraku činilo 4 dolary a pro ty, kteří platili v hotovosti, 5 dolarů (což odpovídá 5,76, resp. 7,19 dolaru v roce 2020). V listopadu 2006 doporučil Golden Gate Bridge, Highway and Transportation District program firemního sponzoringu mostu s cílem vyřešit jeho provozní deficit, který se předpokládal ve výši 80 milionů dolarů během pěti let. Okrsek slíbil, že návrh, který nazval „partnerským programem“, nebude zahrnovat změnu názvu mostu ani umístění reklamy na mostě samotném. V říjnu 2007 správní rada jednomyslně odhlasovala, že od návrhu upustí a bude hledat další příjmy jinými prostředky, nejspíše zvýšením mýtného. Okrsek později v roce 2008 zvýšil výši mýtného na 5 dolarů pro uživatele systému FasTrak a 6 dolarů pro ty, kteří platí v hotovosti (což odpovídá 6,01, resp. 7,21 dolaru v roce 2020).
Ve snaze ušetřit 19,2 milionu dolarů během následujících 10 let hlasoval Golden Gate District v lednu 2011 o zrušení všech mýtných automatů do roku 2012 a používání pouze mýtného na otevřených silnicích. Následně byl tento krok odložen a k odstranění mýtných automatů došlo v březnu 2013. Úspora nákladů byla revidována na 19 milionů dolarů za osmileté období. Kromě systému FasTrak zavedl Golden Gate Transportation District také používání mýtného na základě registračních značek (označovaného jako "Pay-by-Plate") a také systém jednorázových plateb, které mohou řidiči zaplatit před nebo po cestě na mostě. V rámci tohoto plánu bylo zrušeno 28 pracovních míst.
Dne 7. dubna 2014 bylo mýtné pro uživatele systému FasTrak zvýšeno z 5 na 6 dolarů (což odpovídá 6,56 dolaru v roce 2020), zatímco mýtné pro řidiče využívající buď mýtné podle SPZ, nebo systém jednorázové platby bylo zvýšeno z 6 na 7 dolarů (což odpovídá 7,65 dolaru v roce 2020). Cyklisté, chodci a motorová vozidla směřující na sever zůstávají bez mýtného. Pro vozidla s více než dvěma nápravami činila sazba mýtného 7 USD za nápravu pro ty, kteří používají systém mýtného s registračními značkami nebo systém jednorázové platby, a 6 USD za nápravu pro uživatele systému FasTrak.

### Stanovení cen za přetížení
V březnu 2008 schválila rada Golden Gate Bridge District usnesení o zavedení poplatků za průjezd mostem Golden Gate Bridge, které by byly ve špičkách vyšší, ale v závislosti na intenzitě dopravy by se zvyšovaly a snižovaly. Toto rozhodnutí umožnilo oblasti Bay Area splnit federální požadavek na získání 158 milionů dolarů z federálních fondů na dopravu z grantu USDOT Urban Partnership. Podmínkou grantu bylo, že mýtné za dopravní zácpy bude zavedeno do září 2009. V srpnu 2008 dopravní úředníci ukončili program zpoplatnění kongescí ve prospěch různých sazeb za placené parkování podél trasy k mostu, včetně ulic Lombard Street a Van Ness Avenue.

## Problémy

### Sebevraždy
Most Golden Gate je nejvyhledávanějším místem sebevrahů na světě. Mostní plošina je ve výšce asi 75 m nad hladinou. Po čtyřsekundovém pádu dopadají skokani do vody rychlostí přibližně 120 km/h (30 m/s). Většina z nich umírá na následky úrazu při dopadu. Přibližně 5 % z nich přežije první dopad, ale většinou se utopí nebo zemřou na podchlazení ve studené vodě.
Po letech diskusí a odhadem více než 1 500 úmrtích se v dubnu 2017 začaly instalovat speciální zábrany, které se skládají z nerezové sítě sahající 20 stop od mostu a podepřené konstrukční ocelí 6 m (20 stop) pod chodníkem. Výstavba podle prvních odhadů trvala přibližně čtyři roky a stála více než 200 milionů dolarů. V prosinci 2019 bylo oznámeno, že výstavba sítě pro prevenci sebevražd se zpozdila o dva roky, protože hlavní dodavatel, společnost Shimmick Construction Co. byla v roce 2017 prodána, což vedlo ke zpomalení několika stávajících projektů. V prosinci 2019 byl termín dokončení sítě na mostě Golden Gate stanoven na rok 2023.

### Vítr
Golden Gate Bridge byl navržen tak, aby bezpečně odolal větru o rychlosti až 109 km/h (68 mph). Do roku 2008 byl most uzavřen kvůli povětrnostním podmínkám pouze třikrát: 1. prosince 1951 kvůli větru o rychlosti 111 km/h (69 mph), 23. prosince 1982 kvůli větru o rychlosti 113 km/h (70 mph) a 3. prosince 1983 kvůli větru o rychlosti 121 km/h (75 mph). K měření rychlosti větru byl použit anemometr umístěný uprostřed mezi dvěma věžemi na západní straně mostu. Další anemometr byl umístěn na jedné z věží.
V rámci modernizace mostu a instalace sebevražedné bariéry bylo od roku 2019 nahrazeno zábradlí na západní straně chodníku pro pěší tenčími a pružnějšími lamelami, aby se zlepšila aerodynamická odolnost mostu vůči silnému větru do rychlosti 161 km/h (100 mph). Od června 2020 přicházely zprávy o hlasitém hučení, které bylo slyšet po celém San Francisku a okrese Marin a které vydávaly nové lamely zábradlí při silném západním větru. Tento zvuk byl předpovězen na základě testů v aerodynamickém tunelu, ale nebyl zahrnut do zprávy o vlivu na životní prostředí; zvažují se způsoby jeho zmírnění.

### Seismická zranitelnost a opatření kjejímu snížení

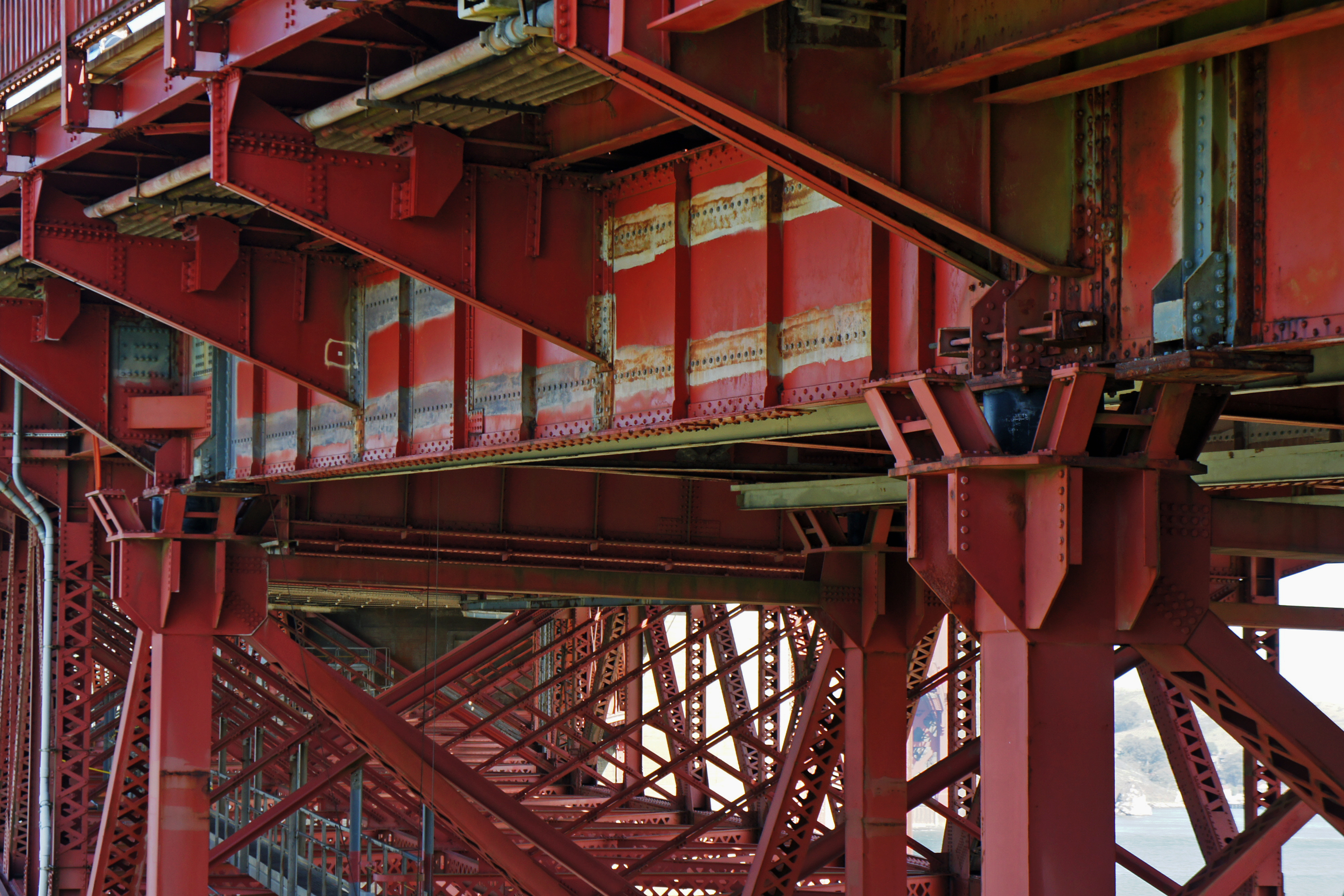
Podkonstrukce jižního přístupu se seismickými izolátory (krátké černé válce) přidanými v rámci projektu „seismické modernizace“

Moderní poznatky o vlivu zemětřesení na konstrukce vedly k programu modernizace mostu Golden Gate, aby lépe odolával seismickým událostem. Blízkost mostu ke zlomu San Andreas jej vystavuje riziku silného zemětřesení. Přestože se původně předpokládalo, že most odolá jakémukoli předvídatelnému zemětřesení, ve skutečnosti byl náchylný k úplnému selhání konstrukce (tj. ke zřícení), které by bylo vyvoláno narušením podpěr na 98metrovém (320 stop) oblouku nad pevností Fort Point. Byl zahájen program v hodnotě 392 milionů dolarů, jehož cílem bylo zlepšit schopnost konstrukce odolat takové události pouze s minimálními (opravitelnými) škodami. S inženýry z firem Balfour Beatty a Enerpac byl dokončen na zakázku vyrobený elektrohydraulický synchronní zvedací systém pro stavbu dočasných podpěrných věží a řada složitých výtahů, které přenášely zatížení ze stávajícího mostu na dočasné podpěry, aniž by byl narušen každodenní provoz na příměstských komunikacích. Ačkoli se původně plánovalo, že modernizace bude dokončena v roce 2012, od května 2017 se očekávalo, že potrvá ještě několik let.
Bývalý vyvýšený přístup k mostu Golden Gate Bridge přes Sanfranciské Presidio, známý jako Doyle Drive, pochází z roku 1933 a byl pojmenován po Franku P. Doylovi. Doyle, prezident Exchange Bank v Santa Rose a syn zakladatele této banky, byl mužem, který se více než kdokoli jiný zasloužil o vybudování mostu Golden Gate. dálnice přepravovala každý všední den přibližně 91 000 vozidel mezi centrem San Francisca a Severním zálivem a místy na severu. Silnice byla považována za "náchylnou k poškození zemětřesením", měla problematickou čtyřpruhovou konstrukci a chyběly jí krajnice; studie Sanfranciského okresního dopravního úřadu doporučila její výměnu. V prosinci 2009 byla zahájena výstavba náhradní silnice za 1 miliardu dolarů, dočasně známé jako Presidio Parkway. O víkendu 27.-30. dubna 2012 byla vyvýšená Doyle Drive zbourána a doprava využívala část částečně dokončené Presidio Parkway, dokud nebyla o víkendu 9.-12. července 2015 převedena na dokončenou Presidio Parkway. V květnu 2012 úředník Caltrans uvedl, že se trvalé přejmenování části známé jako Doyle Drive neplánuje.